# 鉄道敷設法別表第12号
鉄道敷設法別表第12号は、1922年（大正11年）4月11日に公布・施行された「鉄道敷設法」（大正11年法律第37号）別表に定められていた条文の一つ。

## 原文
岩手縣一ノ關（関）ヨリ槻木附近ニ至ル鐡道

## 現代風の表記
岩手県一ノ関より槻木附近に至る鉄道

## 未開業区間
一ノ関駅～槻木

## 鉄道先行バス路線
- 国鉄バス両磐線（一ノ関 - 槻木平）※貨物専用路線

## 並行して走る民間路線バス
- 岩手県交通須川温泉線 一ノ関駅 - 槻木平

## その他・特記事項
「槻木」は一関市槻木平地区で、祭畤（まつるべ）温泉の近く（宮城県の槻木とは別の場所）。